# Geranium (ort i Australien)
Geranium är en ort i Australien. Den ligger i kommunen Southern Mallee och delstaten South Australia, omkring 150 kilometer öster om delstatshuvudstaden Adelaide.
Trakten runt Geranium är nära nog obefolkad, med mindre än två invånare per kvadratkilometer.. Geranium är det största samhället i trakten.
Trakten runt Geranium består till största delen av jordbruksmark. Genomsnittlig årsnederbörd är 402 millimeter. Den regnigaste månaden är juli, med i genomsnitt 60 mm nederbörd, och den torraste är december, med 11 mm nederbörd.